# Ernst von der Recke (Dichter)
Ernst Frederik Wilhelm von der Recke (* 14. August 1848 in Kopenhagen; † 2. Dezember 1933 in Ålsgårde auf Seeland) war ein dänischer Dichter und Dramatiker.

## Leben und Werk
Ernst von der Recke studierte Chemie, schrieb daneben das erfolgreiche Drama Bertran de Born (1873) und widmete sich nachher gänzlich der Literatur. Es folgten die Dramen Kong Liuvigild og hans Sønner („König Liuvigild uns seine Söhne“, 1878), Archilochos (1878), Knud og Magnus („Knud und Magnus“, 1881), Hertuginden af Burgund („Die Herzogin von Burgund“, 1891) und der Operntext Frau Jeanna (1891). Seine Gedichtsammlungen (Lyrische Gedichte, 1876; Kleine Gedichte, 1883; Zerstreute Blümchen, 1885; Alte und neue Gedichte an Eine, 1889; Vermischte Gedichte, 1890; Neue Gedichte, 1900; u. a.) zeigen eine reiche lyrische Ader und große Verskunst.
Recke wurde im Zeitraum zwischen 1911 und 1930 insgesamt neun Mal für den Nobelpreis für Literatur vorgeschlagen.
Weitere Werke:
- Principperne for den danske Verskunst. Efter dens historiske og systematiske Udvikling, 2 Teile, Kopenhagen 1881
- Grundtræk af den danske Verslære, Kopenhagen 1894
- Nogle Folkeviseredaktioner, Kopenhagen 1906